# A holló (film, 1935)
A holló egy 1935-ös horrorfilm, Lugosi Béla és Boris Karloff főszereplésével. Rendezte Lew Landers. Címe Edgar Allan Poe versére utal.

## Történet
A brilliáns sebész, Vollin doktor hosszas könyörgés hatására elvállalja a felkérést és bravúrosan megmenti egy fiatal táncosnő, Jean életét. Miután apja közbeszól, nehogy legyen köztük valami, úgy véli ideje használi a Poe-művek ihletésére kínzóeszközökkel kialakított pincéjét...

## Szereplők
- Lugosi Béla – Dr Richard Vollin
- Boris Karloff – Edmond Bateman
- Irene Ware – Jean Thatcher
- Samuel S. Hinds – Judge Thatcher
- Lester Matthews – Dr Jerry Holden
- Inez Courtney – Mary Burns